# Newspeak
Newspeak (česky: novořeč či neolekt) je jazyk z knihy George Orwella 1984 (Nineteen Eighty-Four). Newspeak je založen na angličtině, která je zde jmenována jako Oldspeak (česky archilekt), ovšem má velice zjednodušenou gramatiku a zúženou slovní zásobu. Takto okleštěný jazyk měl sloužit totalitně vládnoucí Straně k tomu, aby občané neměli ani výrazy k vyjádření nesouhlasu s politikou Strany. Autor doplnil román doslovem, kde se věnuje problematice Newspeaku a vysvětluje jeho základní principy. Odtud i následující citace:
„Newspeak nebyl vytvořen pouze k vyjadřování světonázorových myšlenkových postupů vlastních oddaným stoupencům Angsocu, nýbrž proto, aby znemožnil všechny jiné způsoby myšlení. Záměr byl ten, že až si newspeak všichni jednou provždy osvojí a oldspeak bude zapomenut, stane se kacířské myšlení – to jest myšlení, které se odchyluje od zásad Angsocu – doslova nemyslitelné, aspoň v té míře, v níž je myšlení závislé na slovech.“

## Obecná fakta o Newspeaku
- Přestože politikou Strany bylo nahradit Oldspeak (doslova „starou řeč“, tj. angličtinu) Newspeakem, mluvil jím v době románu málokdo – kvůli jeho okleštěnosti to bylo poměrně náročné.
- Newspeakem mluvili pouze kariéristé a byl v něm psán úvodník k Timesům.
- Předpokládalo se, že Newspeak plně nahradí Oldspeak někdy kolem roku 2050.
- Do Newspeaku byla též překládána díla klasiků jako Shakespeara, Dickense a jiných. Po tomto překladu měly být originály zničeny.

## Základní principy Newspeaku

### Redukce slovní zásoby
- Prvním cílem režimu bylo vyškrtnutí slov, která umožňovala vyjádření „kacířských“ myšlenek, nebo alespoň zúžení na nepolitický význam.

„Uveďme jeden příklad za všechny. Slovo free – svobodný, prostý něčeho, v newspeaku ještě existovalo, ale mohlo se ho použít jen v takových výrocích jako „This dog is free from lice“ – „Tento pes je prost vší“. Nemohlo ho být použito ve významu nezávislý, samostatný, volný, ve smyslu intelektuálním a politickém, protože politické a intelektuální svobody už dávno neexistovaly ani jako pojmy, a proto pro ně neexistovalo adekvátní pojmenování.“
- Odstraňována byla i slova nezávadná, pakliže pro ně existovalo synonymum. Byl kladen důraz aby z možných synonym bylo vybráno to nejkratší.

### Gramatika v Newspeaku
- S redukcí jazyka souvisela i tvorba nových tvarů podstatných a přídavných jmen, sloves a příslovcí.

#### Podstatná jména v Newspeaku
- Byly odstraněny výjimky v množném čísle: Ve standardní angličtině j. č. – man, mn. č. – men; v Newspeaku j. č. – man, mn. č. – mans.

#### Přídavná jména v Newspeaku
- Byla odstraněna antonyma předponou un- k jednomu z dvojice přídavných jmen.

’’Máme-li například slovo good – dobrý, pak už není zapotřebí slova jako bad – zlý, špatný, protože požadovaný význam lze právě tak dobře – ba lépe – vyjádřit slovem ungood – nedobrý.’’
- Nepravidelné stupňování bylo nahrazeno předponou plus- pro 2. stupeň a předponou doubleplus- pro 3. stupeň, eventuálně se toto stupňování provádělo příponami -er, -est (good – dobrý, gooder – dobřejší, goodest – nejdobřejší).

’’Tak například uncold – nestudený znamenalo warm – teplý, zatímco pluscold a doublepluscold znamenalo very cold – velmi studený, resp. superlatively cold – nadmíru studený.’’

#### Slovesa v Newspeaku
- Nepravidelnosti v minulém čase a sloves byly nahrazeny jednotnou příponou -ed: plave-swim, min. č. plaval swam bylo nahrazeno dvojicí swim-swimed.

## Uměle vytvořená slova pro politické účely
- Newspeak rovněž obsahoval množství slov, která nebylo možno pochopit bez znalosti ideologie Angsocu.
- Většinou se jednalo o spojení dvou slov, jež tímto nabyla specifického významu:

’’Jeden příklad za všechny: slovo goodthink znamenalo velmi zhruba řečeno „správné myšlení“; když se ho použilo jako slovesa, znamenalo „myslet správným způsobem“. Ohýbalo se následovně: minulý čas a příčestí trpné goodthinked; příčestní přítomné činné goodthinking; přídavné jméno goodthinkful; příslovce goodthinkwise; činitelské podstatné jméno goodthinker.“
- Rovněž si Newspeak liboval v zkracování názvů úřadů a institucí až na nutné minimum: Lamini (Ministerstvo lásky), Recdep (Records Department).

### Příklady nových slov
- sexcrime (krimistyk[2]) – „sexuální nemorálnost“
- goodsex (dobrostyk) – „sex za účelem výroby dětí pro stranu“
- oldthinkers (staromys) – „staromilci“
- goodthink (dobromys) – „vhodné myšlení - přilnutí k zásadám newspeaku“
- doublethink (simulmys) – „schopnost udržet v mysli dvě protikladná tvrzení a obě z nich akceptovat“, základní nástroj politiky Strany v Orwellově státě.

## Analogie z reálného světa
Obdobná zkratková slova byla opravdu používána za různých totalitních zřízení, například za komunismu (politbyro, kominterna, politruk) nebo za nacismu (gestapo).
Slovo Newspeak, výraz označující fiktivní jazyk, ve kterém nemají být prostředky k vyjádření nesouhlasu s oficiální ideologií se více či méně vžilo mezi uživateli diskusních fór na Internetu. Někdy je používáno zvláště pokud se diskutuje o politice. Pokud o nějakém výrazu či označení řekneme, že je Newspeakem, vyjadřujeme tím svůj názor, že bylo do jazyka například častým používáním v médiích „vpašováno“, aby si veřejnost zvykla nepoužívat označení, které vyjadřuje polemiku o oficiálních prohlášeních vlády nebo nesouhlas s nimi.
Karel Hvížďala poukazuje používání doublespeaku jako nástroji k vytváření pseudozpráv s domnělým obsahem a určeným k falešným závěrům příjemce:
- propouštění – „reorganizace“
- zabití 50 vojáků – „neutralizace“
- vězení – „nápravné zařízení“
- hnůj – „organické hnojivo“
- syfilis – „společenská choroba“
- speciální vojenská operace – „válka“